# (5912) Oyatoshiyuki
(5912) Oyatoshiyuki es un asteroide perteneciente al cinturón de asteroides, región del sistema solar que se encuentra entre las órbitas de Marte y Júpiter, más concretamente a la familia de Herta, descubierto el 20 de diciembre de 1989 por Tsuneo Niijima y el astrónomo Takeshi Urata desde el Ojima Observatory, Ojima, Japón.

## Designación y nombre
Designado provisionalmente como 1989 YR. Fue nombrado Oyatoshiyuki en homenaje al astrónomo aficionado japonés Toshiyuki Oya, miembro clave del Club Astronómico Tatebayashi y personal voluntario del Mukai Chiaki Children's Science Musium. También trabaja en la construcción y mejora de equipos de observación para aficionados.

## Características orbitales
Oyatoshiyuki está situado a una distancia media del Sol de 2,404 ua, pudiendo alejarse hasta 2,812 ua y acercarse hasta 1,997 ua. Su excentricidad es 0,169 y la inclinación orbital 3,367 grados. Emplea 1362,26 días en completar una órbita alrededor del Sol.

## Características físicas
La magnitud absoluta de Oyatoshiyuki es 14,2. 